# Colutea paulsenii
Colutea paulsenii är en ärtväxtart som beskrevs av Josef Franz Freyn. Colutea paulsenii ingår i släktet blåsärter, och familjen ärtväxter.

## Underarter
Arten delas in i följande underarter:
- C. p. mesantha
- C. p. orbiculata
- C. p. paulsenii